# Objekt der Begierde
Objekt der Begierde ist das am 10. Mai 1996 veröffentlichte vierte Studioalbum der Berliner Popband Rosenstolz und zugleich der Name der zugehörigen Tour.

## Hintergrund
Objekt der Begierde ist das erste Album, welches Rosenstolz nach einem Wechsel vom Berliner Indie-Label Traumton bei Polydor veröffentlichten. Es wurde von Peter Plate mitproduziert. Es war für Rosenstolz das erste Mal, dass die Produktion von der Plattenfirma gezahlt wurde. Bei den vorherigen Alben hatte immer Tom Müller als Produzent das finanzielle Risiko allein getragen. Dadurch konnten Rosenstolz das Lied Der Moment mit zwanzig Geigern, Cellisten und Bratschern einspielen. Das Lied Angst handelt von den Angstzuständen und Panikattacken, unter denen Plate im Sommer 1995 zu leiden hatte.
Als Single wurde das Lied Sex im Hotel veröffentlicht. Als Promo-CDs erschienen außerdem die Lieder Objekt der Begierde / Lass es regnen und Der Moment.
Im Mai 1996 startete die Objekt der Begierde-Tour, die bis in den Dezember hinein dauerte. Am 4. November 2002 erschien eine remasterte Neuauflage des Albums.

## Titelliste
| #   | Titel                   | Länge |
| --- | ----------------------- | ----- |
| 1.  | Objekt der Begierde     | 3:35  |
| 2.  | Der Moment              | 4:03  |
| 3.  | Angst                   | 3:24  |
| 4.  | Lass es regnen          | 4:13  |
| 5.  | Ich lieb mich           | 4:04  |
| 6.  | Sex im Hotel            | 3:05  |
| 7.  | Der kleine Tod          | 3:56  |
| 8.  | Zarah in Ketten         | 5:24  |
| 9.  | Geld                    | 3:23  |
| 10. | Zu Treu (April)         | 4:34  |
| 11. | Jedesmal                | 4:18  |
| 12. | Mephisto                | 4:45  |
| 13. | Weine nicht             | 4:46  |
| 14. | Der Moment (Die Andere) | 2:42  |

## Objekt der Begierde Tour
Diese Liste beinhaltet alle Konzerte in chronologischer Reihenfolge, die bei der Objekt der Begierde live 1996 gespielt wurden.

### Tourdaten
| Datum             | Stadt             | Veranstaltungsort           | Land        |
| ----------------- | ----------------- | --------------------------- | ----------- |
| 18. Mai 1996      | Rostock           | Haus Mau                    | Deutschland |
| 20. Mai 1996      | Düsseldorf        | Theater an der Kö           | Deutschland |
| 21. Mai 1996      | Bielefeld         | Hechelei                    | Deutschland |
| 24. Mai 1996      | Dortmund          | Live Station                | Deutschland |
| 25. Mai 1996      | Köln              | Gloria                      | Deutschland |
| 26. Mai 1996      | Frankfurt am Main | Sinkkasten                  | Deutschland |
| 27. Mai 1996      | Magdeburg         | AMO Kulturhaus              | Deutschland |
| 30. Mai 1996      | Halle             | Easy Schorre                | Deutschland |
| 1. Juni 1996      | Berlin            | Tempodrom                   | Deutschland |
| 6. Juni 1996      | Nürnberg          | Hirsch                      | Deutschland |
| 7. Juni 1996      | München           | Schlachthof                 | Deutschland |
| 8. Juni 1996      | Reutlingen        | Färberei                    | Deutschland |
| 9. Juni 1996      | Stuttgart         | Theaterhaus                 | Deutschland |
| 14. Juni 1996     | Hannover          | Pavillon                    | Deutschland |
| 15. Juni 1996     | Hamburg           | Große Freiheit 36           | Deutschland |
| 16. Juni 1996     | Schwerin          | Fleischfabrik               | Deutschland |
| 17. Juni 1996     | Kiel              | Nachtcafe                   | Deutschland |
| 21. Juni 1996     | Dresden           | Bärenzwinger                | Deutschland |
| 22. Juni 1996     | Leipzig           | Haus Auensee                | Deutschland |
| 23. Juni 1996     | Weimar            | Club Mon Ami                | Deutschland |
| 25. Juni 1996     | Mannheim          | Capitol                     | Deutschland |
| 26. Juni 1996     | Kaiserslautern    | Kammergarnfabrik            | Deutschland |
| 6. Juli 1996      | Freiburg          | Spiegelzelt                 | Deutschland |
| 12. Juli 1996     | Potsdam           | Waschhaus Open-Air          | Deutschland |
| 6. Oktober 1996   | Magdeburg         | AMO Kultur- und Kongreßhaus | Deutschland |
| 8. Oktober 1996   | Plauen            | Alte Kaffeerösterei         | Deutschland |
| 10. Oktober 1996  | München           | Schlachthof                 | Deutschland |
| 15. Oktober 1996  | Basel             | Sommercasino                | Schweiz     |
| 16. Oktober 1996  | Gaggenau          | KLAG Bühne                  | Deutschland |
| 17. Oktober 1996  | Heidelberg        | Schwimmbad Musikclub        | Deutschland |
| 18. Oktober 1996  | Freiburg          | AMO Kultur- und Kongreßhaus | Deutschland |
| 24. Oktober 1996  | Augsburg          | Spectrum                    | Deutschland |
| 25. Oktober 1996  | Karlsruhe         | Sudhaus                     | Deutschland |
| 26. Oktober 1996  | Regensburg        | Schauburg                   | Deutschland |
| 28. Oktober 1996  | Wien              | Metropol                    | Österreich  |
| 29. Oktober 1996  | München           | Schlachthof                 | Deutschland |
| 30. Oktober 1996  | München           | Schlachthof                 | Deutschland |
| 3. November 1996  | Schwerin          |                             | Deutschland |
| 10. November 1996 | Düsseldorf        | Theater an der kö           | Deutschland |
| 13. November 1996 | Hamburg           | Große Freiheit 36           | Deutschland |
| 15. November 1996 | Jena              | Volkshaus                   | Deutschland |
| 16. November 1996 | Erlangen          | E-Werk                      | Deutschland |
| 17. November 1996 | Frankfurt am Main | Sinkkasten                  | Deutschland |
| 21. November 1996 | Hannover          | Bad                         | Deutschland |
| 22. November 1996 | Essen             | Zeche Carl                  | Deutschland |
| 23. November 1996 | Köln              | Gloria                      | Deutschland |
| 26. November 1996 | Stuttgart         | Villa Berg                  | Deutschland |
| 28. November 1996 | Halle             | Easy Schorre                | Deutschland |
| 30. November 1996 | Cottbus           | Glad House                  | Deutschland |
| 13. Dezember 1996 | Berlin            | Huxley’s neue Welt          | Deutschland |
| 14. Dezember 1996 | Berlin            | Huxley’s neue Welt          | Deutschland |